# Animales heridos
Animales heridos es una película española dirigida por Ventura Pons en el año 2006.

## Argumento
Un entramado de relaciones amorosas y sexuales cubren la trama de este filme. Silvio Lisboa, un hombre adinerado que vive con su mujer en una lujosa mansión, anhela fervientemente acostarse con una decoradora famosa en la habitación 1723 del hotel Princesa Sofía. La recepcionista de dicho hotel se ve a escondidas con un monitor de piscinas y su marido actúa de voyeur en un velero de la bahía de Cadaqués. Jorge Washington, un inmigrante peruano, desea a las mujeres blancas que pasean por Barcelona, pero lleva varios meses manteniendo una relación con la asistenta de los Lisboa.

## Reparto
- José Coronado como Silvio
- Aitana Sánchez-Gijón como Claudia
- Cecilia Rossetto como Marcia
- Marc Cartes como Daniel
- Cristina Plazas como Irina
- Patricia Arredondo como Mariela
- Gerardo Zamora como Jorge Washington
- Aina Clotet como Filla
- Francesc Albiol como Soci
- Paul Berrondo como Jordi
- Sue Flack como Doris
- Teresa Manresa como Cuqui
- Amaruk Kayshapanta
- Abel Folk como Narrador (Voz)
- Carlos Jané
- Dámaso Rabanal
- Pol Torras
- Juan Antonio Agulló como
- Paola Arteaga
- Silvia Marín
- Natalia Díez
- Andrea Ballestero
- Jordi Miñarro
- Elis Serrahima
- Nil Garcia
- Emma Vilalta
- Amalia Casamitjana
- Marc García
- Ivan Llopart
- Clara Vilalta
- Lluís Torres
- Mercè Pons como (Voz)
- Romina Cocca como Entrenadora en la pileta
- Nikol Kollars como Call girl
- Piero Verzello como Cambrer hotel